# Котіс IX
Котіс IX (д/н — після 54) — володар Одрисько-сапейського царства в 19—38 роках і цар Малої Вірменії в 38—54 роках (як Котіс I). Низка дослідників рахує цього царя від першого сапейського царя — тому позначають як Котіса IV.

## Життєпис
Син Котіса VIII, царя одрисько-сапейського, і Антонії Тріфени. 19 року загинув батько внаслідок інтриг родича Рескупоріда III. Котіс разом з матір'ю, братами і сестрами втік до Кізіку. Згодом римський сенат засудив Рескупоріда III до вигнання у Єгипет, де той помер. Владу у більшій частині Фракії було передано Котісу IX і його брату Реметалку II, які виховувалися у Римі. Тут завів знайомства серед римських патриціїв та нобілів. Протегувала Котісу імператриця Лівія Друзілла. Потім став наближеним до Антонії Молодшої.
Водночас у Фракії регентство належало матері Котіса IX, яка передоручила керування претору Титу Требелліну Руфу. Здирництво останнього призвело до повстань у 21 і 26 роках. Слідом за цим регентство завершилося. Втім Котіс IX залишався у Римі. Його брат перебрав фактичну владу в царстві.
У 38 році після вбивства брата за рішенням імператора Калігули був також позбавлений трону у Фракії. Його заступив Реметалк III. Натомість Котісу було передано царство Мала Вірменія. Згодом отримав деякі володіння в Сирії. Правив тут до 54 року. У 44 році прибув до Тиверіаді, де відбулася зустріч з Іродом Агріппом I, царем Юдеї, Антіохом IV, царем Коммогени, Полемоном II, царем Понту і Колхіди, Сампсікерамом II, царем Емеси. Втім зустріч перервав проконсул Гай Вібій Марс. У 43 році Котіс брав участь у захисті Малої Азії від нападу парфянського царя Вардана I.
54 року дістав наказ імператора Клавдія передати Малу Вірменію царю Мітрідату. Котіс спочатку думав пручатися, розраховуючи на підтримку місцевої знаті, але зрештою підкорився римській владі. Подальша доля невідома.